# Amphoe Ban Na
Amphoe Ban Na (Thai: อำเภอ บ้านนา) ist ein Landkreis (Amphoe – Verwaltungs-Distrikt) im westlichen Teil der Provinz Nakhon Nayok. Die Provinz Nakhon Nayok liegt im nordöstlichen Bereich der Zentralregion von Thailand.

## Geographie
Benachbarte Distrikte (von Osten im Uhrzeigersinn): die Amphoe Mueang Nakhon Nayok und Ongkharak der Provinz Nakhon Nayok, Amphoe Nong Suea der Provinz Pathum Thani sowie Amphoe Wihan Daeng und Amphoe Kaeng Khoi der Provinz Saraburi.
Die wichtigste Wasser-Ressource im Landkreis ist der Khlong Ban Na.

## Geschichte
Während der Ayutthaya-Periode waren die Einwohner eines Dorfes im Tambon Pa Kha Elefanten-Fänger (กองโพนช้าง), die wilde Elefanten einfingen um sie zu Kriegselefanten abzurichten.
Der Landkreis Ban Na wurde 1903 unter dem Namen Tha Chang (Elefanten-Pier) eingerichtet. Da das Verwaltungsgebäude im Tambon Bang O eine ungünstige Lage hatte, was den Transport und jährliche Überschwemmungen anging, verlegte die Regierung 1965 das Gebäude in die Suwannason Road.
Während einer allgemeinen Umgestaltung Anfang des 20. Jahrhunderts wurde der Landkreis Ban Na zunächst zur Provinz Saraburi zugeordnet, aber am 9. Mai 1946 wieder zurück zu Nakhon Nayok.

## Militär

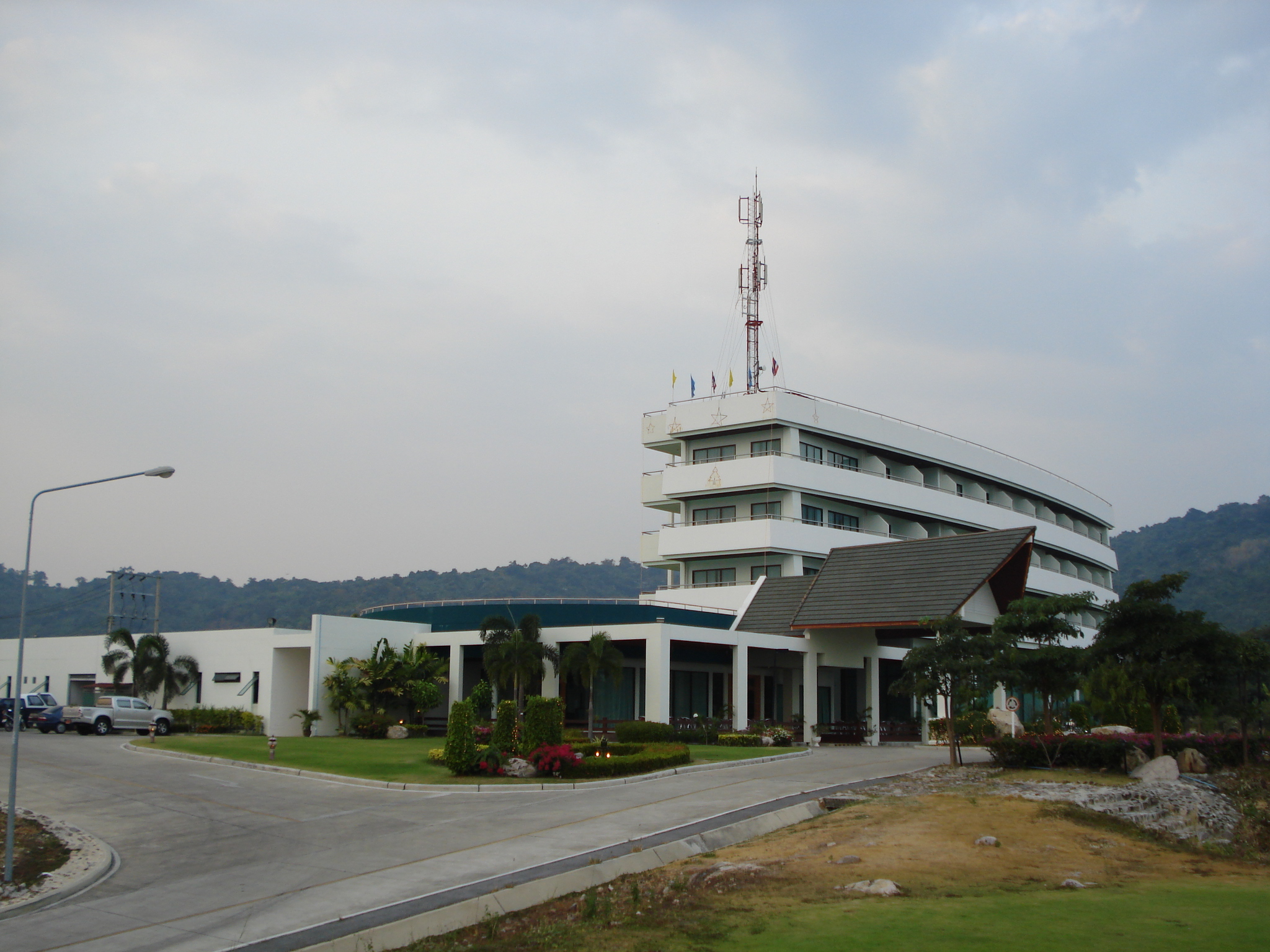
Vorbereitungsschule der Streitkräfte

In Amphoe Ban Na befindet sich die Vorbereitungsschule der thailändischen Streitkräfte. Sie bereitet Jungen zwischen 15 und 18 Jahren für die Offiziersschulen von Heer, Marine, Luftwaffe und Polizei vor.

## Verwaltung

### Provinzverwaltung
Der Landkreis Ban Na ist in zehn Tambon („Unterbezirke“ oder „Gemeinden“) eingeteilt, die sich weiter in 116 Muban („Dörfer“) unterteilen.
| Nr. | Name       | Thai    | Muban | Einw.  |
| --- | ---------- | ------- | ----- | ------ |
| 01. | Ban Na     | บ้านนา   | 11    | 08.666 |
| 02. | Ban Phrao  | บ้านพร้าว | 12    | 05.194 |
| 03. | Ban Phrik  | บ้านพริก  | 12    | 10.625 |
| 04. | Asa        | อาษา    | 08    | 02.483 |
| 05. | Thonglang  | ทองหลาง | 08    | 05.199 |
| 06. | Bang O     | บางอ้อ   | 14    | 04.254 |
| 07. | Phikun Ok  | พิกุลออก  | 12    | 05.687 |
| 08. | Pa Kha     | ป่าขะ    | 13    | 08.637 |
| 09. | Khao Phoem | เขาเพิ่ม  | 16    | 08.273 |
| 10. | Si Ka-ang  | ศรีกะอาง | 10    | 10.300 |

### Lokalverwaltung
Es gibt zwei Kommunen mit „Kleinstadt“-Status (Thesaban Tambon) im Landkreis:
- Phikun Ok (Thai: เทศบาลตำบลพิกุลออก) bestehend aus Teilen des Tambon Phikun Ok.
- Ban Na (Thai: เทศบาลตำบลบ้านนา) bestehend aus den Teilen der Tambon Ban Na, Phikun Ok.

Außerdem gibt es neun „Tambon-Verwaltungsorganisationen“ (องค์การบริหารส่วนตำบล – Tambon Administrative Organizations, TAO)
- Ban Na (Thai: องค์การบริหารส่วนตำบลบ้านนา) bestehend aus Teilen des Tambon Ban Na.
- Ban Phrao (Thai: องค์การบริหารส่วนตำบลบ้านพร้าว) bestehend aus dem kompletten Tambon Ban Phrao.
- Ban Phrik (Thai: องค์การบริหารส่วนตำบลบ้านพริก) bestehend aus dem kompletten Tambon Ban Phrik.
- Asa (Thai: องค์การบริหารส่วนตำบลอาษา) bestehend aus dem kompletten Tambon Asa.
- Thonglang (Thai: องค์การบริหารส่วนตำบลทองหลาง) bestehend aus dem kompletten Tambon Thonglang.
- Bang O (Thai: องค์การบริหารส่วนตำบลบางอ้อ) bestehend aus dem kompletten Tambon Bang O.
- Pa Kha (Thai: องค์การบริหารส่วนตำบลป่าขะ) bestehend aus dem kompletten Tambon Pa Kha.
- Khao Phoem (Thai: องค์การบริหารส่วนตำบลเขาเพิ่ม) bestehend aus dem kompletten Tambon Khao Phoem.
- Si Ka-ang (Thai: องค์การบริหารส่วนตำบลศรีกะอาง) bestehend aus dem kompletten Tambon Si Ka-ang.